# 三(三氟甲磺酰基)甲基锂
三(三氟甲磺酰基)甲基锂是一种有机化合物，化学式为C4F9LiO6S3。它可用作锂电池的电解质。它和N-烷基-N-甲基吡咯烷鎓溴化物（或碘化物）反应，可以得到相应的N-烷基-N-甲基吡咯烷鎓三(三氟甲磺酰基)甲基化物。